# HMS Cumberland (57)
Pour les autres navires du même nom, voir HMS Cumberland.
Le HMS Cumberland (pennant number 57) est un croiseur lourd (classe County) de la Royal Navy ayant servi durant la Seconde Guerre mondiale.

## Service

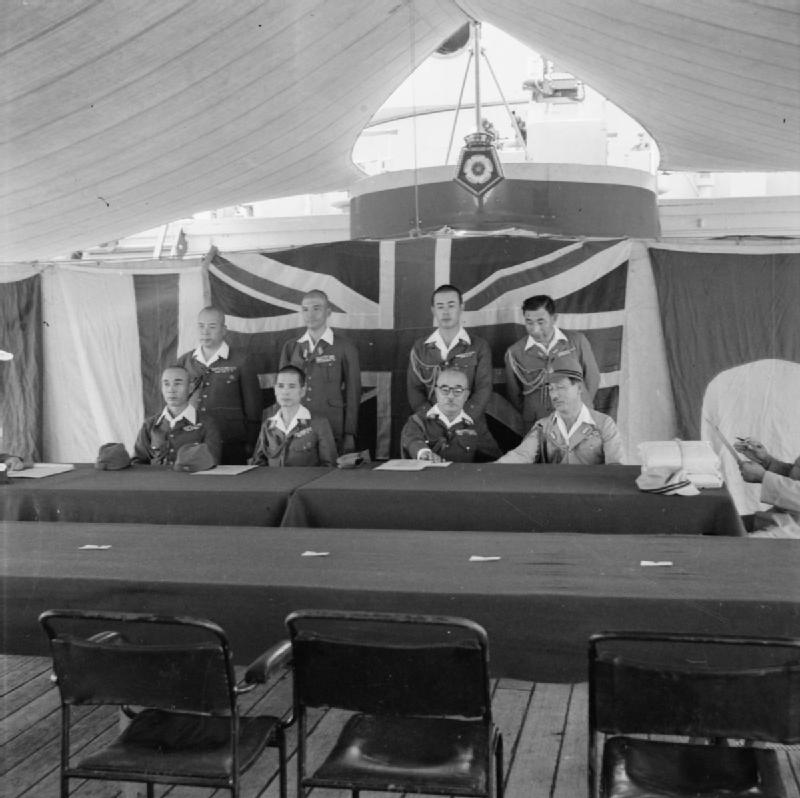
Représentants militaires japonais à bord du HMS CUMBERLAND pour une conférence visant à discuter des conditions de prise de contrôle de Java, en Indonésie, par les forces alliées.

Le HMS Cumberland est affecté à la China Station avec la 4e escadre de croiseur entre 1928 et 1938. Il retourne au Royaume-Uni en 1935 pour des rénovations. En 1938, il rejoint la 2e dans la South American station.

### Atlantique sud
Au début de la Seconde Guerre mondiale, en 1939, le HMS Cumberland est affecté au 2e escadrille de croiseur Force G, South American Division. Au début de décembre, il retourne aux Malouines pour des travaux, privant ainsi cette force de sa plus forte unité. Sans le HMS Cumberland, le HMS Exeter, le HMS Ajax et le HMS Achilles engagent le raider allemand Admiral Graf Spee dans la bataille du Rio de la Plata, le 13 décembre. Le Cumberland reçoit des informations chiffrées selon lesquelles un contact a été fait avec le navire allemand. Il remonte vers Montevideo à toute vapeur en 34 heures. Entre-temps, le Graf Spee s'est réfugié dans le port neutre de Montevideo. Le Cumberland, l’Ajax et l’Achilles patrouillent dans l'estuaire, l’Exeter est lourdement endommagé. Le Graf Spee se saborde en sortant du port le 17 décembre.

### Service depuis l'Afrique du Sud
Après cette bataille, il part vers Simon's Town en Afrique du Sud. Entre janvier et février, il y subit un carénage. Il escorte ensuite des convois le long de la côte africaine, en partance pour le Moyen-Orient. En juillet, il est chargé avec son sister-ship, le HMS Cornwall, de faire la chasse au croiseur auxiliaire allemand Thor. Au cours de cette patrouille, il intercepte et coule le cargo français Poitiers transportant des munitions en Côte d'Ivoire. Fin septembre 1941, il attaque Dakar et subit des dommages par une batterie côtière française. En décembre, le HMS Cumberland reçoit de nouveau l'ordre de chasser le Thor, mais la recherche se révèle infructueuse.

### Convois arctiques
En octobre 1941, le HMS Cumberland rejoint la première escadre de croiseur de la Home Fleet, escortant les convois arctiques jusqu'en janvier 1944. En janvier 1942, il escorte le convoi QP 5. Durant cette période, il obtient une Battle honour Arctic 1942-1943.

### Extrême-Orient
Il est transféré en Extrême-Orient dans la 4e escadre de croiseur de l’Eastern Fleet. En septembre, il réalise des raids sur le nord de Sumatra. Durant cette période, le Cumberland a remporté les honneurs de bataille Sabang 1944 et 1945 en Birmanie. Il obtient des Battle honour Sabang 1944 et Burma 1945. Le 7 février 1945, le HMS Cumberland est de retour à Simon's Town pour changer son gouvernail.

### Après la guerre
Le HMS Cumberland retourne au Royaume-Uni le 12 novembre 1945. Il est placé en réserve jusqu'en 1949. Il est ensuite transformé à Devonport (1949-1951) pour officier en tant que navire d'essais pour l'artillerie.  Ses tourelles de 8 pouces lui sont retirées. Il reçoit deux prototypes de tourelles doubles, une de 6 pouces et une de 3 pouces. Ces tourelles sont ensuite adoptées pour les croiseurs de la classe Tiger. 
En 1956, le HMS Cumberland et le HMS Achilles (partiellement désarmé) sont utilisés pour le tournage du film La Bataille du Rio de la Plata.
Il est finalement déclassé en 1958 et immédiatement vendu à la ferraille.